# Agama stepowa
Agama stepowa (Trapelus sanguinolentus) – gatunek gada łuskonośnego z rodziny agamowatych (Agamidae).

## Występowanie
Azja Środkowa (południowy Kazachstan, Turkmenistan, Uzbekistan, Tadżykistan, Turkmenistan, północno-wschodni Iran, północny Afganistan oraz północno-zachodnie Chiny), a także południowo-wschodnia Europa (Nizina Nadkaspijska w Rosji między rzekami Terek i Kuma).
Żyje na stepach, półpustyniach i pustyniach, na terenach piaszczystych lub kamienistych porośniętych roślinnością trawiastą lub krzewiastą (często przebywa wśród gałęzi krzewów). W górach dochodzi do wysokości 1200 m n.p.m.

## Cechy morfologiczne
Osiąga 30 cm długości.
U samca grzbiet jest ubarwiony szaro z rzędami owalnych, stalowoniebieskich plam, natomiast podgardle, pierś i boki tułowia są barwy liliowej. Pod wpływem podrażnienia lub wysokiej temperatury brzuch i boki tułowia stają się granatowoniebieskie.
Samica ma jasnoszary grzbiet z rzędami brązowych plam, zaś boki tułowia są żółtozielone. Pod wpływem podrażnienia lub wysokiej temperatury plamy na grzbiecie stają się pomarańczowoczerwone, a boki tułowia stają się ciemnobrązowe.

## Odżywianie
Aktywna w dzień. Żywi się stawonogami, głównie pajęczakami, prostoskrzydłymi i mrówkami, oraz soczystymi częściami roślin.

## Rozród
W lipcu samica składa do wygrzebanych przez siebie jam od 5 do 14 jaj.